# Woodbine (métro de Toronto)
Pour les articles homonymes, voir Woodbine.
Woodbine est une station de la ligne 2 Bloor-Danforth du métro de Toronto. Elle est située au 2072 Danforth Avenue, à l'intersection de Woodbine Avenue, à Toronto, dans la province Ontario au Canada.

## Situation sur le réseau

Plan du métro de Toronto (2023)

Établie en souterrain, la station Woodbine de la ligne 2 Bloor-Danforth, est précédée par la station Coxwell, en direction du terminus Kipling, elle est suivie par la station Main Street en direction du terminus Kennedy,.

## Histoire
La station Woodbine est mise en service le 25 février 1966.
Durant l'année 2009-2010, sa fréquentation moyenne est de 13 810 passagers par jour.

## Services aux voyageurs

### Intermodalité
Elle est desservie par les bus des lignes : 91 Woodbine et 92 Woodbine.